# Jean Collas
Jean Collas (* 3. Juli 1874 in Paris; † 30. Dezember 1928 in Asnières-sur-Seine) war ein französischer Rugbyspieler.
Mit dem Team der Union des sociétés françaises de sports athlétiques nahm er bei den Olympischen Sommerspielen 1900 am Rugbyturnier teil. Das Team konnte sich mit einem 27:17 gegen den Fußballclub Frankfurt, der das Deutsche Reich repräsentierte, und mit 27:8 gegen die Moseley Wanderers, die für Großbritannien antraten, klar durchsetzen und die Goldmedaille gewinnen.
Mit fünf Teamkollegen seines Rugbyvereins trat er außerdem im Tauziehen an. Dort unterlag er gegen das schwedisch-norwegische Team, gewann aber trotzdem eine Silbermedaille, da es nur diese beiden Mannschaften gab.
Er spielte außerdem bei Racing CF aus Paris und holte mit der Mannschaft 1900 und 1902 die Französische Rugby-Union-Meisterschaft.